# عدد لاپلاس
عدد لاپلاس(به انگلیسی: Laplace number) یک عدد بدون بعد می باشد که در دینامیک سیالات نشان دهنده ی نسبت نیروی کشش سطحی به انتقال مومنتوم(به‌ویژه اتلاف انرژی) در داخل سیال می باشد.

## رابطه
{\displaystyle La=Su={\frac {\sigma \rho L}{\mu ^{2}}}\,}
که در این رابطه:
- σ = کشش سطحی
- ρ = چگالی
- L = طول مشخصه
- μ = ویسکوزیته مایع

همچنین این عدد از رابطه دوعدد بدون بعد وبر و رینولدز نیز نتیجه می شود: 
{\displaystyle La={\frac {Re^{2}}{We}}\,}